# Joseph Durano
Joseph Felix Mari „Ace“ Hotchkiss Durano (* 3. April 1970 in Cebu City) ist ein philippinischer Politiker.

## Biografie
Joseph Durano stammt aus einer einflussreichen Politikerfamilie aus Cebu City. Sein Großvater Ramon M. Durano Sr. war Abgeordneter des Repräsentantenhauses von 1949 bis zur Verhängung des Kriegsrechts durch Präsident Ferdinand Marcos im Jahr 1972 und vertrat dort den Wahlkreis I der Provinz Cebu, während seine Großmutter Beatriz Durano zeitweise Bürgermeisterin der Stadtgemeinde (Municipality) Danao war. Sein Vater Ramon D. Durano III war Mitglied des Kongresses (Batasang Pambansa), Bürgermeister von Danao, Vizegouverneur der Provinz Cebu sowie ebenfalls Abgeordneter des Repräsentantenhauses von 1987 bis 1998. Daneben waren zahlreiche weitere Verwandte politisch tätig.
Nach dem Besuch der Sacred Heart School for Boys sowie der St. Laurence Academy in Santa Clara (Kalifornien) studierte er Ostasienwissenschaften an der University of Redlands in Redlands (Kalifornien) und beendete dieses Studium 1992 mit einem Bachelor of Arts (B.A. Asian Studies). Darüber hinaus belegte er 1993 ein Studienjahr in Japanologie an der Waseda-Universität in Tokio. Im Anschluss absolvierte er ein Postgraduiertenstudium der Rechtswissenschaften an der Ateneo de Manila University und schloss dieses 1997 mit einem Bachelor of Laws (LL.B.) ab. Während seiner Studienzeit war er nicht nur Exekutivdirektor der Föderation der Hochschulstudenten im 5. Bezirk von Cebu (Federation of Supreme Student Councils of the Fifth District of Cebu) sowie Gründungspräsident der Förderstiftung für Jurastudenten an der Ateneo de Manila University (Ateneo Law School Student Scholarship Foundation).
Seine politische Laufbahn begann er 1998 mit der Wahl zum Abgeordneten des Repräsentantenhauses der Philippinen (Kapulungán ng mgá Kinatawán ng Pilipinas or Mababang Kapulungan ng Kongreso) gewählt und vertrat dort als Nachfolger seines Vaters bis 2004 die Interessen des Wahlkreises V (5th District) von Cebu.
Im September 2005 wurde er von Präsidentin Gloria Macapagal-Arroyo zum Tourismusminister (Secretary of Tourism) ernannt und gehörte deren Kabinett bis zum Ende ihrer Amtszeit im Jahr 2010 an.